# 宮田彌太郎
宮田彌太郎（日语：／，1906年9月4日—1968年5月6日），筆名宮田華南、宮田晴光、宮田青畝。為台灣日治時期的東洋畫家、版畫家。與在台日人作家西川滿交好。

## 生平

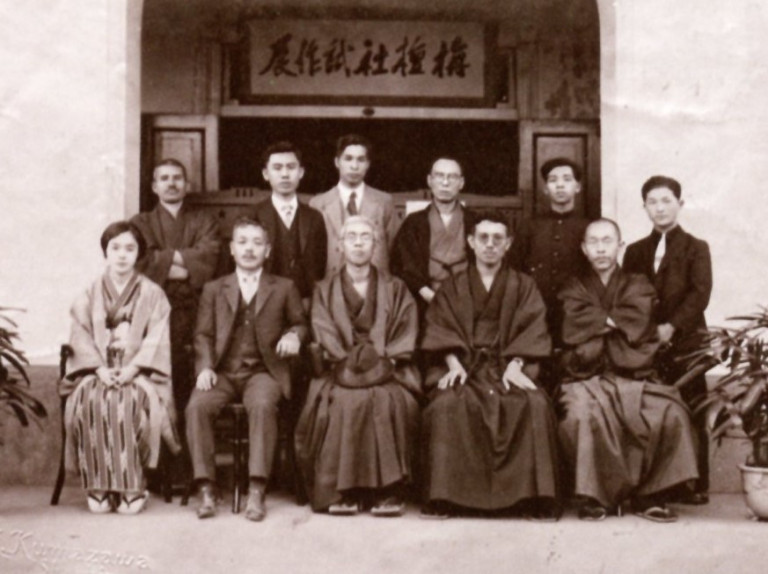
1930年栴檀社試作展合影，後排右一為宮田彌太郎。

### 出生與台灣求學時期
1906年9月4日，宮田彌太郎出生於東京，為宮田彌三吉之長子、母親為ゆくの。1907年舉家遷居台灣，因此宮田算是廣義的「灣生」。1922年宮田進入私立台灣商工學校（現臺北市開南高級中等學校）就讀，並在同學清家治雄的介紹下，認識當時就讀臺北中學校的西川滿。而後宮田彌太郎、清家治雄與西川滿三人成立雜誌《櫻草》，印刷150部，於新高堂書店、文明堂書店以及杉田書店寄售，當日即完售。此為西川滿與宮田彌太郎第一次合作。

### 上京求學時期
1925年，宮田彌太郎自私立台灣商工學校畢業，短暫任職於台灣オフセット印刷會社畫工部，並擔任台北地方法院臨時雇員。1926年12月前往東京，進入川端畫學校學畫，師事東洋畫家野田久浦。同年台灣舉辦第一屆台灣美術展覽會，其以作品〈花籠を持てる乙女」〉獲得東洋畫部入選。1928年起，直至1929年回台之前，宮田一邊學畫，一邊任職於東京學藝通信社，擔任「圖案部員」。

### 台灣創作時期
1929年3月，宮田返台，任台灣總督府文教局編修課臨時雇員，專門為教科書繪製插畫，同時任職於台灣日日新報社。在美術成就上，其每年皆入選台灣美術展覽會及台灣總督府美術展覽會，並於1936年第十回台灣美術展覽會以〈莫愁〉一作獲得東洋畫部特選。1938年，第一回台灣總督府美術展覽會則以〈昏冥〉則獲得東洋畫部特選及總督賞。
宮田彌太郎於日治時期首先參加的美術團體為1930年12月，以鄉原古統為首成立的東洋畫團體「栴檀社」。1935年1月，與西川滿、立石鐵臣、古川義光、福井敬一、野村田鶴子、大瀨紗香慧等人成立「創作版畫會」。該會與西川滿編輯的雜誌《媽祖》關係深厚，《媽祖》中的插畫，多由宮田彌太郎以及立石鐵臣擔綱。除了《媽祖》之外，西川滿著作《亞片》（1937年7月）以及其主宰之文藝雜誌《文藝台灣》也多由宮田彌太郎與立石鐵臣共同擔任插畫。
西川滿與宮田彌太郎的關係，亦能從西川滿個人書籍出版看出。1935年4月8日，西川滿出版詩集《媽祖祭》（臺北：媽祖書房，限定300本），其書籍交由宮田裝幀。而後西川滿作品《貓寺》（1936年12月）、繪本《桃太郎》（1938年5月）、《西遊記》（1942年-1943年）等作品的裝幀都由宮田彌太郎負責。
1943年，宮田彌太郎擔任台灣美術奉公會理事，隔年被徵召入伍，進入機槍部隊。1945年8月日本戰敗，宮田解除召集，罹患氣喘後在家休養。1946年遭遣返回東京。

### 遣返後日本時期
返回東京的宮田，與西川滿一同住在阿佐谷的台灣引揚寮。當時其患病更加嚴重，加上飲酒使身體更加孱弱。1959年其母親過世，宮田深受打擊，造成病況加重、半身麻痺，因而住院。1968年5月6日病逝，享壽62歲。其版畫遺作，最終收入1973年西川滿詩集《柿の歌栗の歌》之中。而1997年6月西川滿的「人間の星社」出版《華麗島慕情──宮田弥太郎版画集》，是目前唯一宮田彌太郎的作品集。

## 台灣時代官辦展覽入選作品

### 台灣美術展覽會
- 第一回（1927年）東洋畫部「花籠を持てる乙女」（「宮田華南」名義）
- 第二回（1928年）東洋畫部「語らび」
- 第三回（1929年）東洋畫部「淨泉有聲」
- 第四回（1930年）東洋畫部「女人遊交」、「夕映」
- 第五回（1931年）東洋畫部「綠蔭」
- 第六回（1932年）東洋畫部「飛泉震憾」
- 第七回（1933年）東洋畫部「おちばのにはも」
- 第八回（1934年）東洋畫部「待宵草」
- 第九回（1935年）東洋畫部「女誡扇綺譚」
- 第十回（1936年）東洋畫部「莫愁」（特選）

### 台灣總督府美術展覽會
- 第一回（1938年）東洋畫部「昏冥」（特選、總督賞）
- 第二回（1939年）東洋畫部「淨晨」（推選）
- 第三回（1940年）東洋畫部「風」
- 第四回（1941年）東洋畫部「彌兵衛と太郎左衛門」
- 第五回（1942年）東洋畫部「菊」（推薦 、 「宮田晴光」名義）
- 第六回（1943年）東洋畫部「修繕船」（推薦、 「宮田晴光」名義）

## 作品集
- 西川滿編，《華麗島慕情──宮田弥太郎版画集》（東京：人間の星社，1997年6月）。

## 相關研究
- 洪千鶴，〈畫家的左手：日治時期台灣創作版畫研究〉（台北：國立臺灣大學藝術史研究所碩士學位論文，2004年）。
- 林竹君，〈唯美的距離－宮田彌太郎凝視下的「華麗島」〉，《議藝份子》5期 （2003年3月），頁1-15。

## 外部連結
- 【鬼月專題】他者眼中的魅幻臺灣：宮田彌太郎的《女誡扇綺譚》 （页面存档备份，存于）
- 宮田彌太郎的裝幀藝術（上）：戀慕南方想像的「華麗島」 （页面存档备份，存于）
- 宮田彌太郎的裝幀藝術（下）：文學與美術是同根綻放的兩朵花 （页面存档备份，存于）
- 【名單之後】宮田彌太郎：刻畫華麗島之美的浪漫靈魂 （页面存档备份，存于）
- 紛擾下的清澄：宮田彌太郎的藝術世界  （页面存档备份，存于）